# 多哈伊斯兰艺术博物馆
多哈伊斯兰艺术博物馆（阿拉伯语：متحف الفن الإسلامي في الدوحة），是一座位于卡塔尔濱海路一端首都多哈的博物馆。该博物馆由华裔美国人贝聿铭建筑师设计，采用了伊斯兰的建筑样式。博物館建在靠近傳統單桅帆船港的人工半島上。一座專門建造的公園圍繞著東立面和南立面而兩座橋樑將館舍的南前立面與擁有公園的主要半島連接起來。西部和北部立面以展示卡塔尔航海歷史的海港為標誌。

## 建築
多哈伊斯兰艺术博物馆受到古代伊斯蘭建築的影響，但具有獨特的現代設計及幾何圖案。這是第一個在波斯灣阿拉伯國家展示超過14個世紀前伊斯蘭藝術作品的館舍。

博物館佔地45,000 平方公尺（ 480,000 平方英尺），位於俯瞰多哈灣南端的人工半島上。該建築的建造由土耳其公司Baytur Construction於2006年完成。內部畫廊空間由Wilmotte Associates團隊設計。該博物館於2008年1月22日開放。根據設計師贝聿铭所言，他在為期六個月的規劃中周遊了整個穆斯林世界的建築以了解其歷史，並並閱讀穆斯林文本為館舍設計汲取靈感。位於開羅的伊本·图伦清真寺則是館舍燈光噴泉的靈感來源。

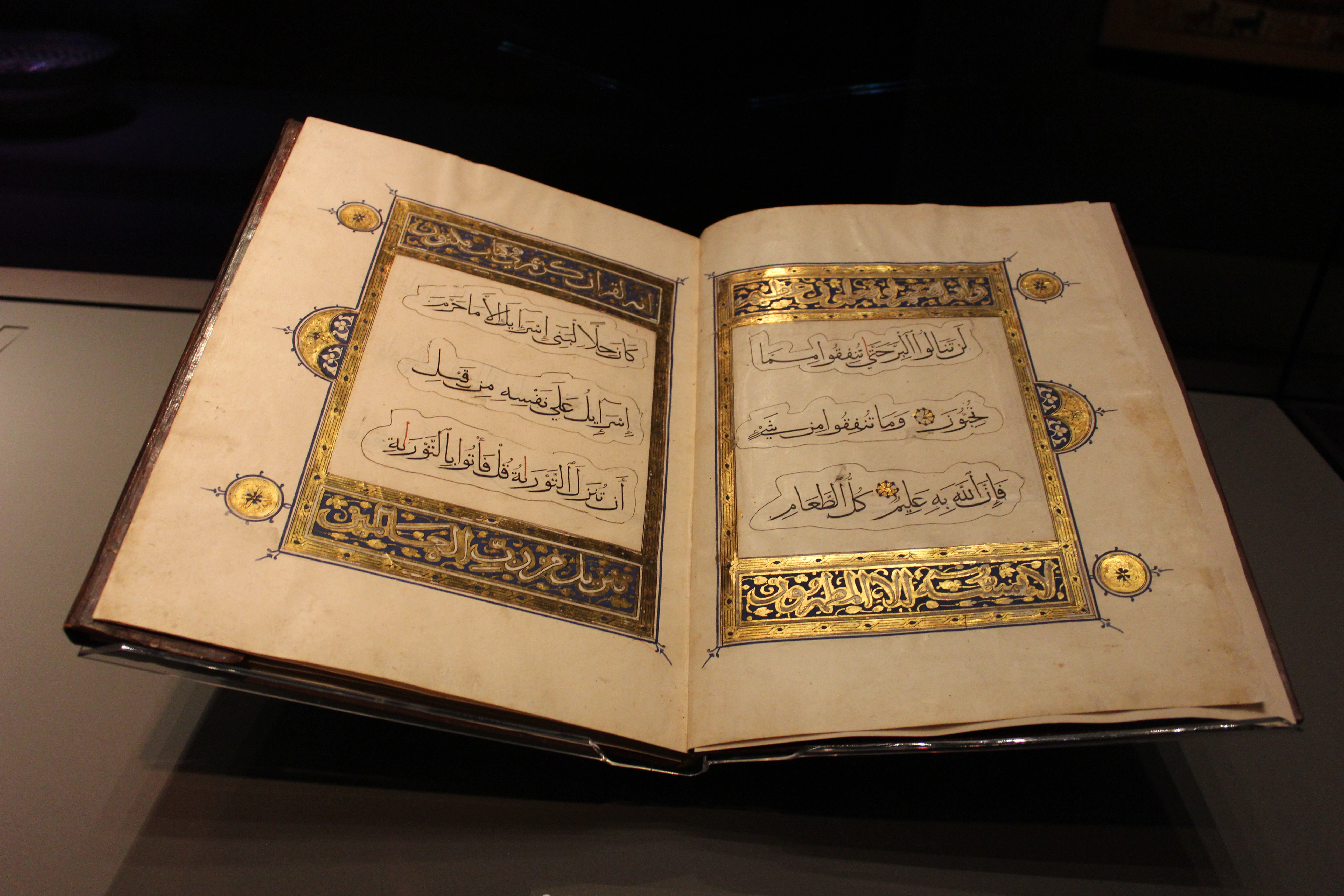
伊斯蘭藝術博物館

博物館主樓由五層樓、主穹頂和中央塔樓組成。它通過一個大型中央法院與教育病房相連。貝在外立面以乳白色石灰石，來強調一天中不同時間石質的各種色調。五層樓由北面的玻璃幕牆覆蓋，可將波斯灣的全景盡收眼底。建築內部裝飾有數種伊斯蘭藝術，大堂主樓梯上方懸掛著大型金屬吊燈。在伊本·图伦清真寺發現的許多元素則在館舍中以抽象形式表現出來。這與後現代主義建築的價值觀和原則達成一致，產生出現代性與伊斯蘭建築特徵同步的建築設計。

## 收藏
伊斯蘭藝術博物館展示了140 多年來來自三大洲的伊斯蘭藝術。 包括從三大洲獲得的金屬製品、陶瓷、珠寶、木製品、紡織品和玻璃，其歷史可追溯至7世紀至20世紀。
此外，該博物館收藏了自1980年代後期以來收集的一系列作品，包括手稿、紡織品和陶瓷。是世界上保存最多完整伊斯蘭文物收藏之一的博物館，收藏文物多數原產於西班牙、埃及、伊朗、伊拉克、土耳其、印度和中亞。此外收藏中的重要古蘭經手稿是 MS.474.2003。

## 圖片

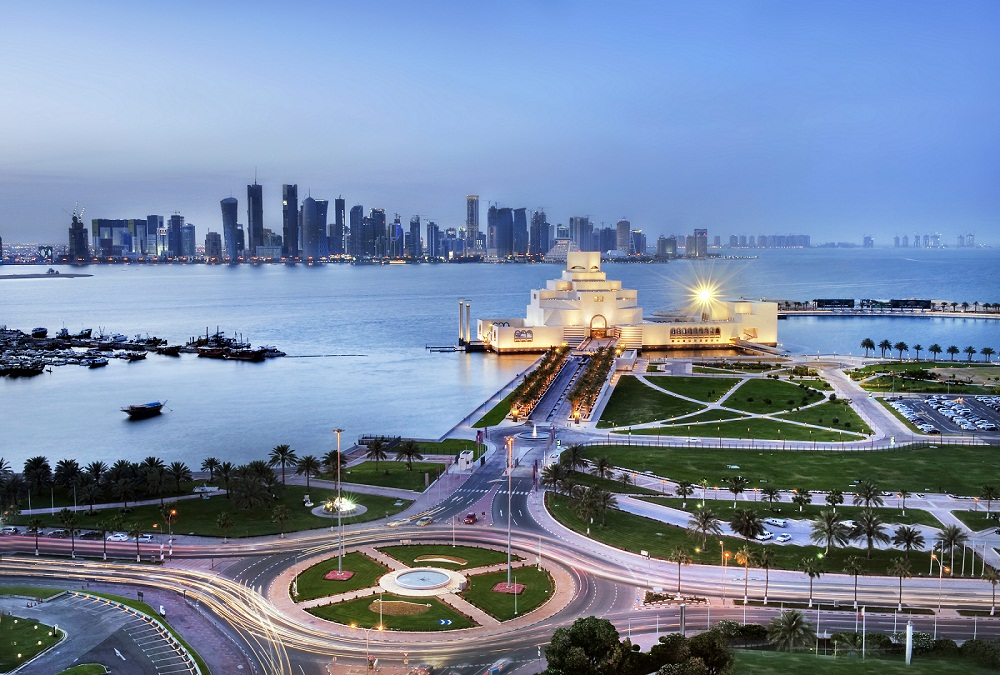
以城市天際線為背景的博物館
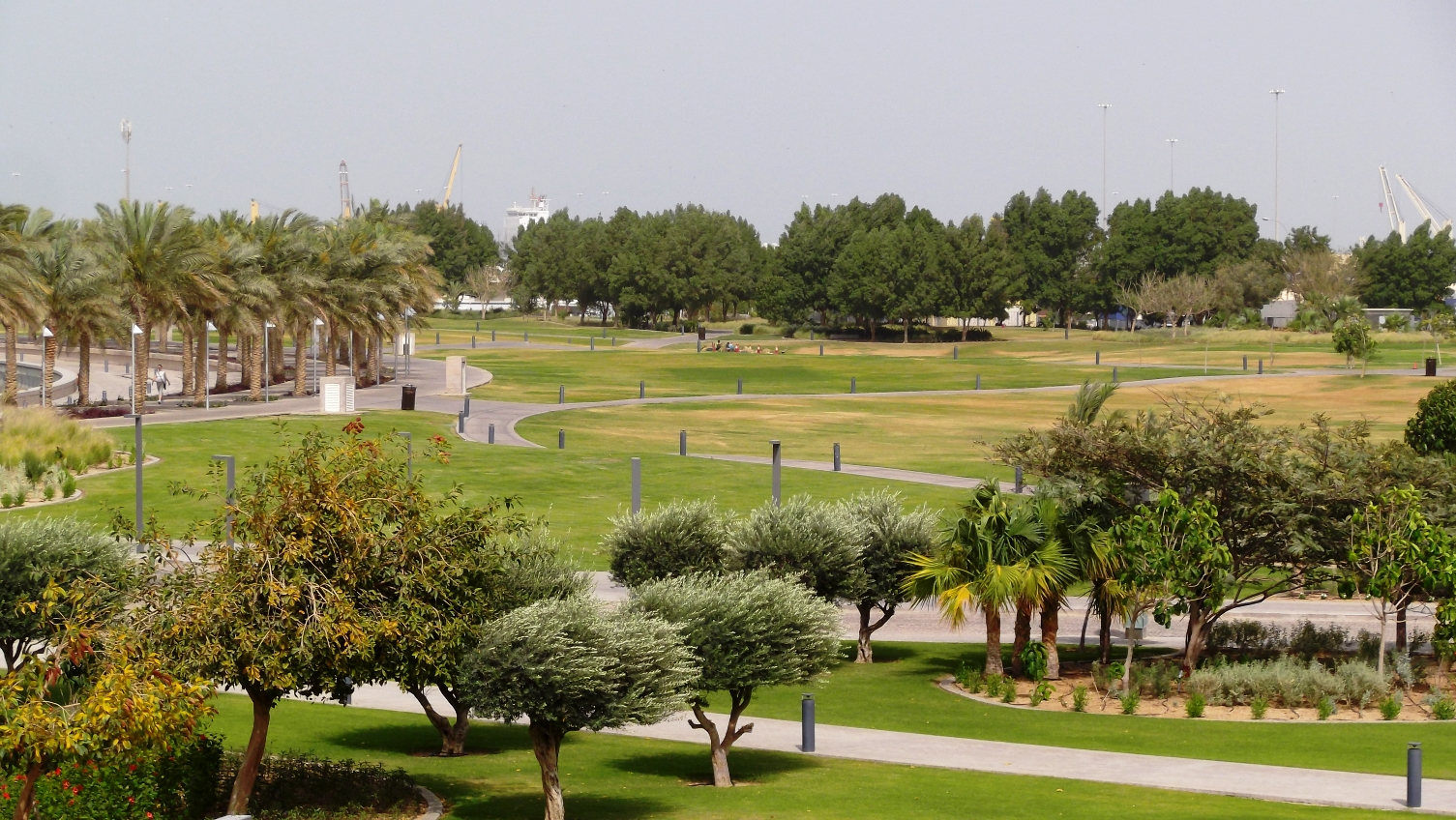
博物館周圍的公園

## 外部連結
- 官方網站（页面存档备份，存于）